# Praça Claudio Manoel (Mariana)

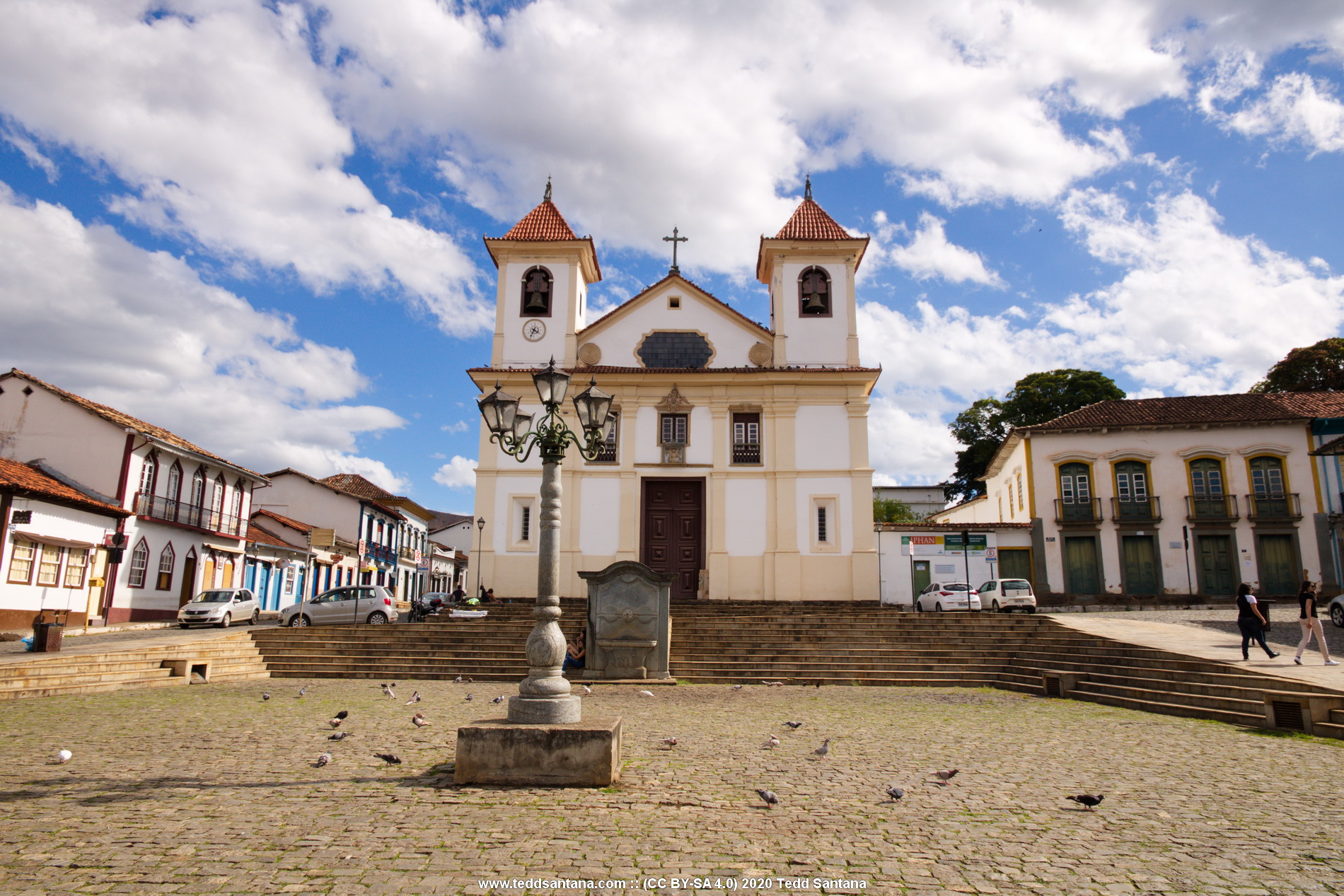
Praça Claudio Manoel, ao fundo, a Catedral Basílica de Nossa Senhora da Assunção, Mariana

A Praça Claudio Manoel, também conhecida como Praça da Sé, faz parte do centro histórico de Mariana, Minas Gerais. Está localizada em uma posição privilegiada da cidade, de frente a Catedral Basilica Nossa Senhora da Assunção.
No local há um importante patrimônio histórico, como a antiga residência de Claudio Manoel da Costa (que dá alcunha a praça), a primeira estalagem e a primeira casa de intendência e fundição de Minas Gerais. Também dá acesso a rua Direita, e a rua Dom Viçoso, ambas com diversos prédios históricos e museus.
Sempre que um novo bispo e arcebispo de Mariana é eleito, lá acontece a solenidade de posse. Essa tradição ocorre desde do primeiro bispo de Mariana, Dom Frei Manoel da Cruz. No local também acontece a entrega da Medalha do Dia de Minas, com a presença do governador de Minas Gerais.

## Histórico

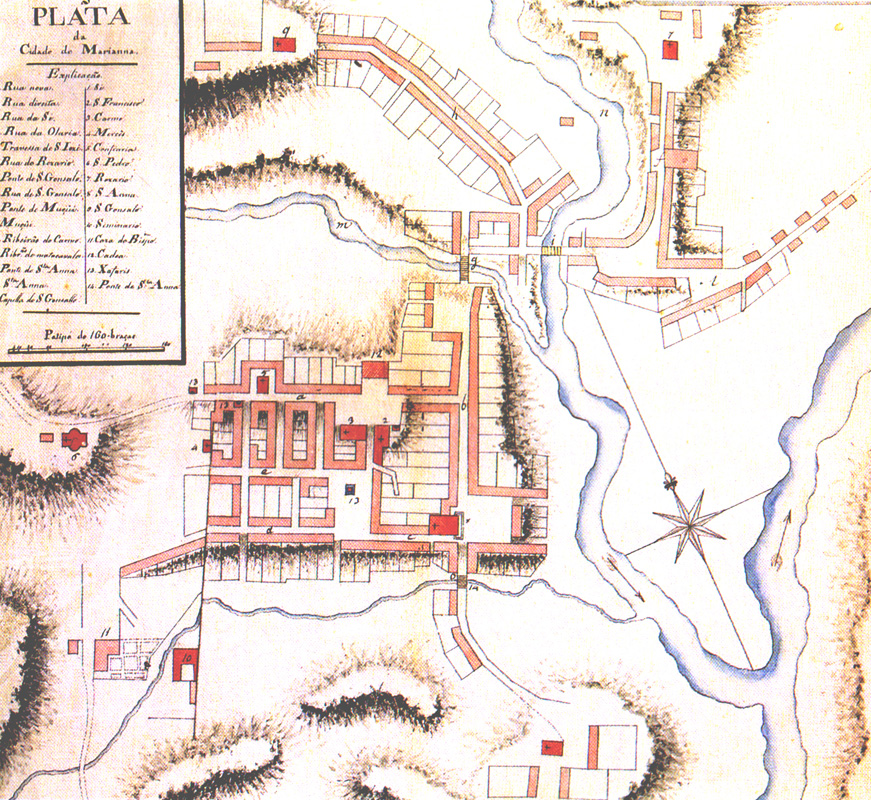
Planta da cidade de Mariana, atribuída a José Fernandes Pinto Alpoim.

Embora conserve o seu traçado quadrado original, o lugar nem sempre foi uma praça. Com o processo de reconstruição de Mariana, realizada por José Fernandes Alpoim em 1747, o Largo da Sé representava o novo centro administrativo colonial. Agregava para si os simbolos de poder colonial, como o pelourinho.

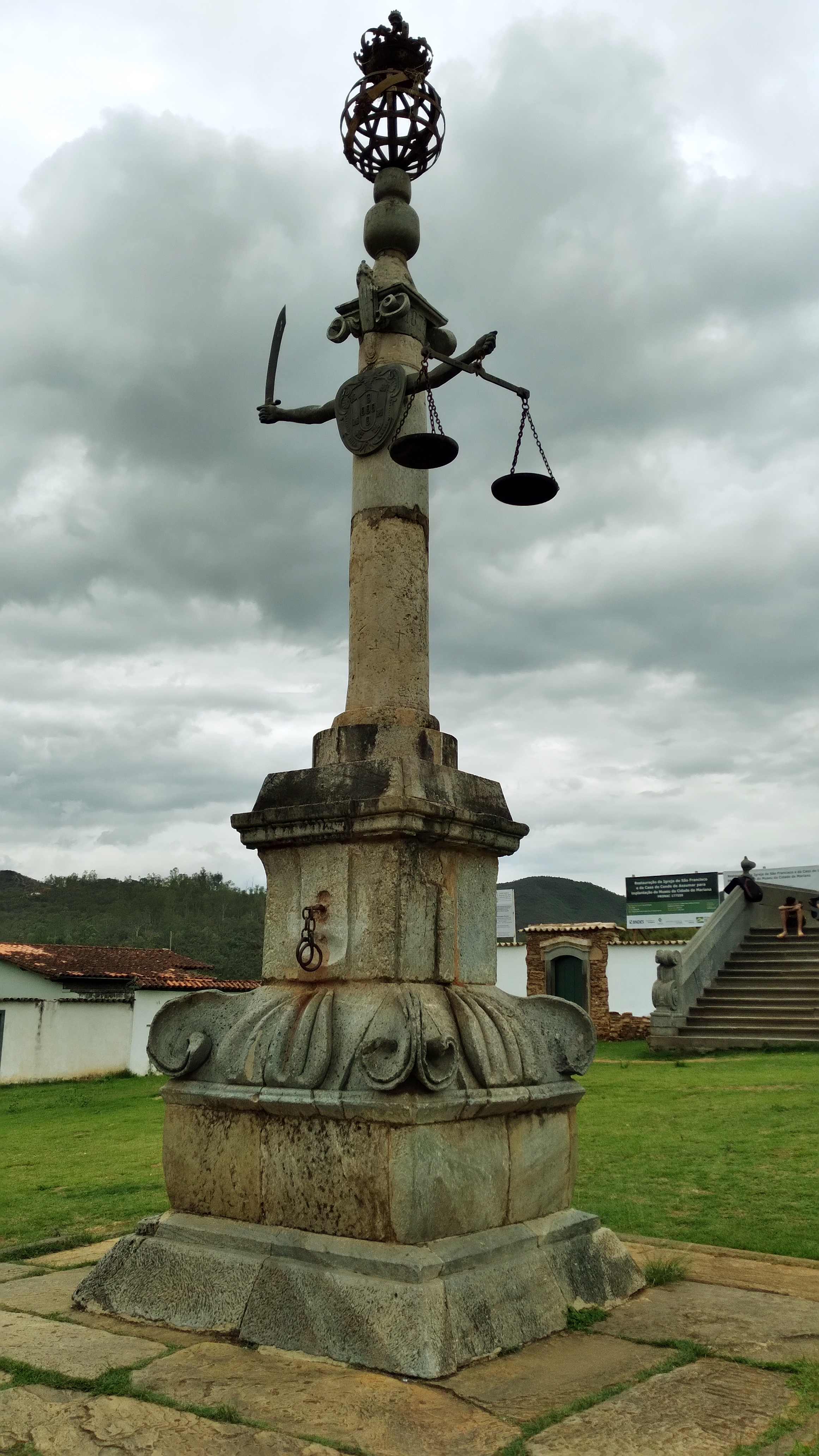
Pelourinho de Mariana, um dos poucos exemplares do Brasil em lugares públicos

O pelourinho lá permaneceu até 1871, quando foi demolida, pelas ações da Lei do Ventre Livre. Ele teria sido reconstruido em 1967, por iniciativa da Academia Marianense de Letras, para valorização do patrimônio histórico do municipio, agora mudando para a Praça Minas Gerais.
O largo chegou a abrigar um cemitério, rapidamente tranferido para a Capela do São Gonçalo. Nas reformas da praça, realizadas pelo IPHAN, foram encontradas diversas ossadas em escavações. Sabe-se que, no decorrer do século XIX, Mariana passou por uma epidêmia de varíola, e os mortos eram enterrados nesse cemitério.
Tem hoje a denominação oficial de Praça Cláudio Manoel da Costa em homenagem ao poeta e inconfidente marianense.